# Siergiej Kozłow (polityk)
Siergiej Iwanowicz Kozłow, ros. Сергей Иванович Козлов (ukr. Сергій Іванович Козлов; ur. 7 listopada 1963 w Krasnodonie) – ukraiński separatysta, urzędnik państwowy i wojskowy, premier nieuznawanej międzynarodowo Ługańskiej Republiki Ludowej od 26 grudnia 2015 do 10 lipca 2024.

## Życiorys
W 1981 ukończył szkołę średnią, następnie kształcił się w szkole wojskowej. Od 1984 do 1995 służył w wojsku najpierw ZSRR, a potem Ukrainy jako lotnik i instruktor lotnictwa. Od 1994 do 2005 pracował w Ministerstwie Spraw Nadzwyczajnych, gdzie doszedł do stanowiska kierownika w regionie Krasnodonu. Od 2009 do 2012 pracował jako inżynier w branży energetycznej. W maju 2014 wstąpił do separatystycznego batalionu „Zaria”, po czym od czerwca 2014 kierował milicją ludową. Otrzymał stopień majora generała w ramach Ługańskiej Republiki Ludowej i był zastępcą szefa sił zbrojnych. 26 grudnia 2015 po rezygnacji Giennadija Cypkałowa objął funkcję premiera ŁRL.